# لستر نایگارد
لستر نایگارد (به انگلیسی: Lester Nygaard) کاراکتری تخیلی در اولین فصل مجموعهٔ تلویزیونی فارگو از کانال تلویزیونی اف‌ایکساست، که توسط مارتین فریمن به تصویر کشیده می‌شود، که نقدهای مثبت بسیار زیادی را به خاطر عملکرد خود دریافت کرده است، و به خاطر عملکردش نامزد یک جایزهٔ امی ساعات پربیننده، یک جایزهٔ گلدن گلوب و یک جایزهٔ تلویزیونی انتخاب منتقدان شده است.

## نظر اجمالی بر کاراکتر
لستر نایگارد سال ۱۹۶۶ میلادی متولد شد و یک برادر جوان تر به نام چز نایگارد دارد. او دبیرستان را همراه با سم هس، بیل ازوالت، و همسر آینده اش، پرل، سپری کرده است، که اولین این‌ها دائماً در طول دوران دبیرستان به او زورگویی می‌کرد. لستر و پرل در سال ۱۹۸۸ میلادی وقتی لستر ۲۲ سال داشت ازدواج کردند.